# Scheletro (anatomia)
Il sistema scheletrico è l'insieme delle ossa, delle cartilagini e delle articolazioni del corpo di diversi animali. La cartilagine è un tessuto connettivo solido e flessibile, forma la gran parte dello scheletro di un bambino e, con la crescita, viene sostituita in gran parte dal tessuto osseo. Lo scheletro costituisce la struttura portante del corpo, ed è formato dall'insieme delle ossa, variamente unite tra di loro da legamenti nel contesto di formazioni anatomiche dette articolazioni. Queste si possono classificare in 3 gruppi:
- Mobili (diartrosi): permettono di compiere ampi movimenti, come l'anca, il gomito, il ginocchio e la spalla. Sono sinoviali, ovvero rivestite da una capsula articolare, contenente il liquido sinoviale;
- Semi-mobili (anfiartrosi): permettono movimenti limitati (vertebre). Sono prevalentemente cartilaginee;
- Fisse o suture (sinartrosi): come quelle del cranio, che sono fibrose e la loro funzione è di connessione.

L'unico osso che non possiede articolazioni è l'osso ioide.

## Classificazione delle ossa
Esistono due tipi di architettura ossea: l'osso compatto che appare omogeneo; l'osso spugnoso, composto da una rete di sbarrette e lamine ossee che racchiudono cavità più o meno ampie. 
Le ossa si classificano principalmente in base alle dimensioni. Troviamo infatti:
- Ossa lunghe sono più lunghe che larghe. Constano di una diafisi, costituita da tessuto compatto, e di due epifisi che sono costituite da tessuto osseo spugnoso.
- Ossa corte sono generalmente cuboidali e sono costituite da osso spugnoso, e sono per esempio quelle del polso e della caviglia.
- Ossa piatte sono laminari, sottili e incurvate. Sono composte da due strati sottili di osso compatto tra i quali si trova uno strato di osso spugnoso. Sono ossa piatte la maggior parte delle ossa del cranio, le scapole, lo sterno e le costole.
- Ossa irregolari
- Ossa pneumatiche che contengono nervi e vasi sanguigni

- Ossa suturali ovvero le ossa del cranio e si sviluppano da centri di ossificazione diversi.
- Ossa sesamoidi, sono piccoli e rotondeggianti e si trovano nei tendini.

L'osso è dotato di una resistenza alla tensione. La superficie di un osso è costituita da uno strato compatto di lamelle. Internamente, al livello delle epifisi, le trabecole non sono compatte ma si intersecano tra loro formando l'osso spugnoso. Il periostio è una membrana biancastra che riveste l'esterno dell'osso, attraversata da numerosi vasi linfatici e sanguigni e da fibre nervose. Nelle ossa lunghe e in alcune ossa piatte si trova il midollo osseo che produce le cellule sanguigne. Nelle ossa lunghe l'endostio riveste la cavità midollare.
Le ossa contengono midollo osseo rosso, organo implicato nella produzione dei globuli rossi e bianchi del sangue. Nelle ossa lunghe la parte centrale, definita "diafisi" è invece occupata dal midollo osseo giallo, una riserva di lipidi. Possono essere ossee o cartilaginee: le prime hanno un comportamento rigido e le ultime elastico.

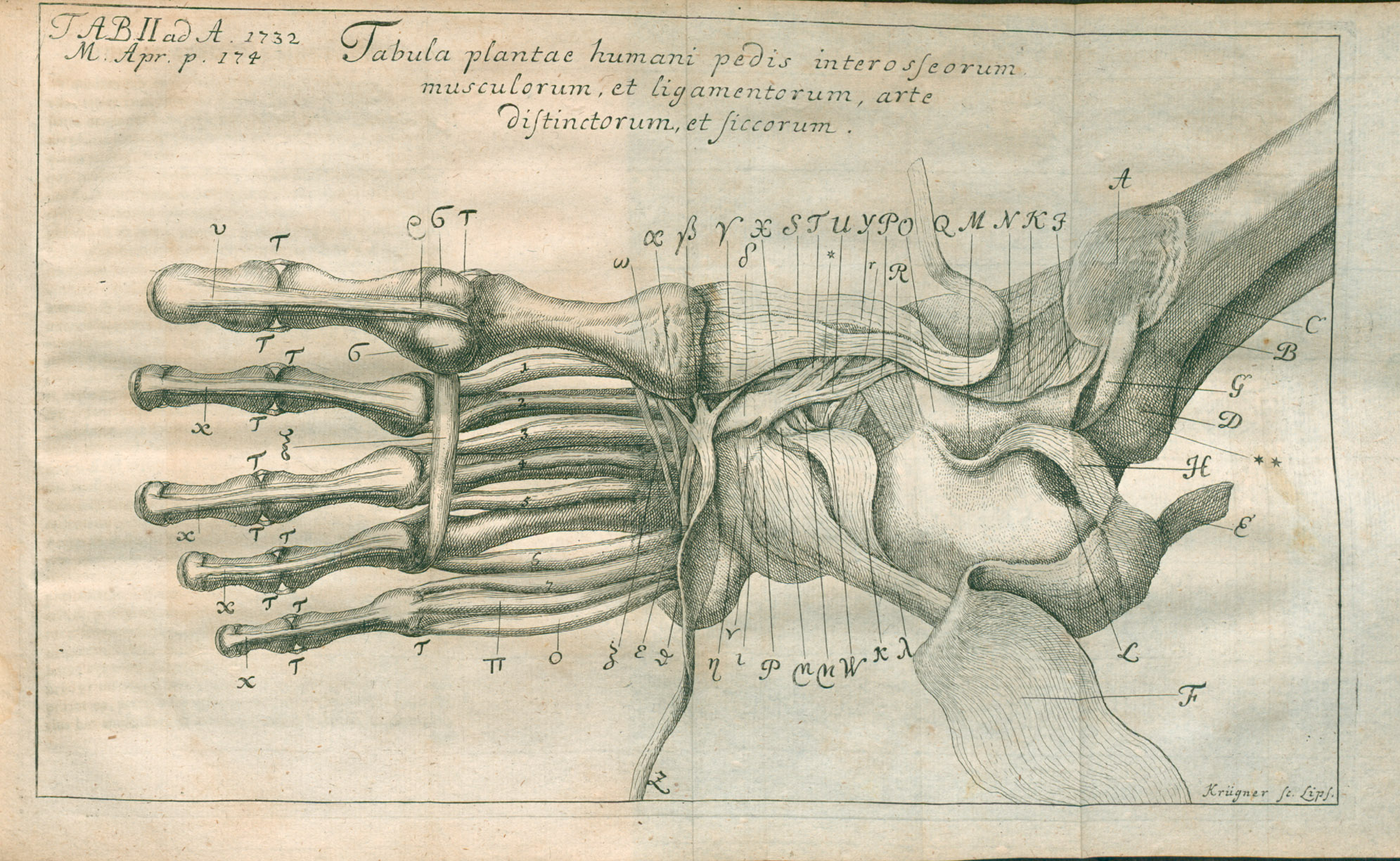
Dettaglio dello scheletro di un piede tratto da una tavola degli Acta Eruditorum del 1732

## Anatomia comparata

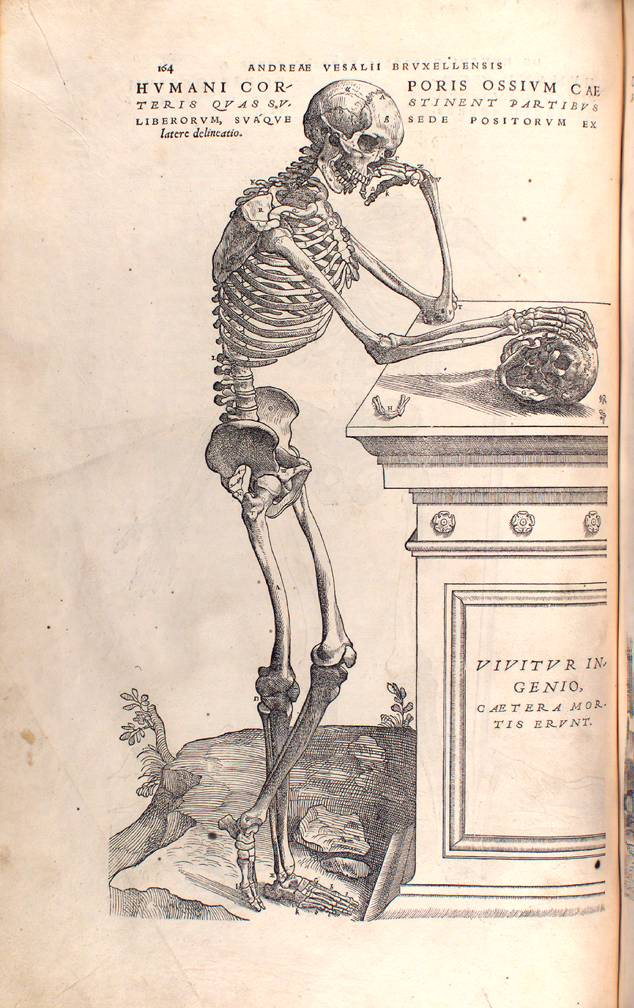
Tavola di Andrea Vesalio. De Humani Corporis Fabrica. 1543

### Corda dorsale e colonna vertebrale
Il sistema delle vertebre è costituito e da:
- anficele
- procele
- opistocele
- eterocele
- anfipiane

### Arti
Nei chiridi, ovvero i vertebrati terrestri tetrapodi, lo scheletro è costituito essenzialmente da tre elementi:
- stilopodio
  - omero nell'arto superiore
  - femore nell'arto inferiore
- zeugopodio
  - radio e ulna
  - tibia e perone
- autopodio
  - basipodio: carpo o tarso
  - metapodio: metacarpo o metatarso
  - acropodio: falange, falangina, falangetta

### Cranio
Il Cranio si può dividere in:
- Neurocranio: queste ossa si organizzano a circoscrivere l'encefalo
- Splancnocranio (scheletro della faccia): detto anche viscerale o complesso faciale, circoscrivono le parti iniziali dell'apparato digerente e del respiratorio

L'unica parte non mobile. 
L'arcata mandibolare è data da:
- palatoquadrato
- palatini, pterigoidei, quadrati (dorsali) e dalla mandibola o cartilagine di Meckel
- ossa mascellari e premascellari

L'arcata ioidea è invece data da:
- ioide
- iomandibolare nei pesci, columella in rettili e anfibi, staffa nei mammiferi

L'arcata branchiale è data da:
- più pezzi scheletrici nei pesci selacei e teleostei
- cartilagini laringee e tracheali negli altri vertebrati.

## Anatomia umana
Lo scheletro di un uomo adulto è formato da 206 ossa circa (si può avere una vertebra in più e molte ossa del piede sono in numero variabile; durante lo sviluppo le ossa cambiano di numero, evolvendosi e diventando più fragili dopo i 45 anni), che formano i due segmenti dello scheletro:
- scheletro assile, formato da 80 ossa: la testa, la colonna vertebrale, la gabbia toracica.
- scheletro appendicolare, formato da 126 ossa: gli arti superiori, gli arti inferiori e le cinture.

Le connessioni tra scheletro assile e appendicolare prendono il nome di cinture:
- cintura scapolare: formata da clavicola e scapola;
- cintura pelvica: formata dall'osso dell'anca e dall'osso sacro.[1]